# Stadttheater Langenthal
Das Stadttheater Langenthal in der Schweiz ist ein Theater und Repräsentationsbau in der Oberaargauer Kleinstadt Langenthal. Neben der Funktion als Gastspielhaus mit vielseitigem Kulturangebot steht das Haus Unternehmen, Institutionen und Vereinigungen wie auch der Stadt selbst für ihre Aktivitäten als Tagungsort zur Verfügung. Das in den Jahren 1914 bis 1916 erbaute Stadttheater Langenthal figuriert im Inventar schützenswerter Bauten.

## Betrieb
Das Stadttheater Langenthal führt kein eigenes Ensemble, ist ein Gastspielhaus und ein Regiebetrieb der Stadt Langenthal. Das Stadttheater Langenthal zeigt ein breites Spektrum an Produktionen aller Sparten der Darstellenden Künste (Schauspiel, Musiktheater, Konzert, Tanz, Kleinkunst, aktuelle Zirkuskunst und Kinder-Jugendproduktionen). Sein Programmprofil umfasst neben den kuratierten Gastspielen des professionellen Berufstheaters auch Kulturveranstaltungen der Breitenkultur, bei denen verschiedenste Bevölkerungsgruppen aktiv mitwirken.
Das Stadttheater Langenthal verfügt über zwei Bühnen. Zum einen ist es die grosse Bühne mit einem Theatersaal, der 400 Personen Platz bietet, und zum anderen das «Theater 49», eine Studiobühne, welche vielseitig nutzbar ist und über eine Tribüne mit 96 bis 111 Sitzplätzen verfügt.

## Geschichte
Aus dem Testament des im Jahr 1909 verstorbenen Arnold Geiser, Bürger von Langenthal, Stadtbaumeister von Zürich, ging die Gemeinde Langenthal als Haupterbin hervor. Geiser vermachte die Hinterlassenschaft von annähernd Fr. 100'000 der Gemeinde mit der Bestimmung, dass das Vermögen für den Bau eines Konzert- und Theatersaals verwendet werde. Die testamentarischen Bedingungen konnten eingehalten werden: Nach vierjähriger Planungsarbeit unter der Leitung der Architekten Keiser & Bracher und nach der Annahme der Bauvorlage durch die Stimmbürger am 17. Dezember 1914 wurde die Grundsteinlegung für den Bau des Stadttheaters möglich. Nach zweijähriger Bauzeit wurde das Theater am 17. Dezember 1916 feierlich eröffnet. 
Seither sind Gebäude und technische Einrichtungen stets in gutem Zustand gehalten worden. Zu Beginn der vierziger Jahre wurde das Kellergeschoss erweitert und zur Ortskommandoanlage der damaligen Luftschutzorganisation ausgebaut. In den Jahren 1945/1946 erfolgten im Erdgeschoss verschiedene kleinere Umbauten. 1955 wurde das ganze Theater einer Gesamtrenovation unterzogen, wobei der architektonische Charakter grundsätzlich erhalten blieb. Anschliessend wurde die Heizanlage auf den Energieträger Gas umgebaut. Im Laufe der weiteren Zeit drängten sich neue grosse Sanierungsarbeiten auf. 
Rund 100 Jahre nach der Entstehung wurde das Stadttheater nach den Plänen der Architekten Aebi & Vincent (Bern) einer Totalsanierung unterzogen. Dies beinhaltete die Renovation der Gebäudefassaden, eine Sanierung von technischen Einrichtungen, diverse Anpassungen an die feuerpolizeilichen Vorschriften, die Erneuerung der technischen Bühneneinrichtungen und die umfassende Renovation des Foyer-Bereichs und eine Anpassung verschiedener weiterer Betriebsanlagen an die heutigen Bedürfnisse. Am 15. Dezember 2017 wurde das Stadttheater in neuem Glanz wieder eröffnet.